# 灰背清风藤
灰背清风藤（学名：Sabia discolor），为清风藤科清风藤属下的一个植物种。其种加词“discolor ”意为“异色的”。